# Linie následnictví rakousko-uherského trůnu

Velký znak, podoba z roku 1915: Dvojmonarchie spojená svou dynastií.

Následnictví rakousko-uherského trůnu se vztahuje na osoby, kterých se týká nárok na titul hlavy habsbursko-lotrinské dynastie a rovněž následnictví císařského trůnu rakousko-uherského, respektive královských trůnů uherského, českého, chorvatského a slovinského.
Pořadí odpovídá výnosům pragmatické sankce císaře Karla VI. (1713), která stanovovala nedělitelnost území spadající pod správu habsburské dynastie: Rakouské arcivévodství, České a Uherské království, jakož i jejich državy (Nizozemí, Slezsko ad.). Po roce 1804 pravidla následnictví dosud aplikovaná na územích patřících ještě pod habsbursko-lotrinskou správu, přešla na Rakouské císařství a později, od roku 1867, na Rakousko-uherskou monarchii. V roce 1918 došlo k detronizaci habsbursko-lotrinského rodu, což souviselo s rozdělením císařství na různé státy, což však nemělo na pořadí následnictví uvnitř starobylé císařské a královské dynastie vliv.
K následnictví rakousko-uherského trůnu jsou způsobilí pouze mužští členové habsbursko-lotrinské dynastie pocházející z legitimního manželství schváleného hlavou rodu.
Pořadí následnictví je založeno na principu mužské primogenitury (salické právo) a to vylučuje ženské potomky a děti z morganatických manželství. Změnu znamenala Pragmatická sankce z roku 1713, která uzákonila, že ženy mají nárok na hlavy rodu v případě, že by nebylo žádného žijícího přímého mužského potomka rodu. Aby byli členové rodu způsobilí k pořadí v následnictví hlavy habsbursko-lotrinského rodu, musejí kromě genealogických nároků splňovat také podmínku katolického vyznání.

## Habsbursko-lotrinská dynastie

Malý habsbursko-lotrinský erb. Tři břevna znázorňují: dynastie habsburskou, rakouskou a lotrinskou.

Potomci císařovny Marie Terezie (z habsburské dynastie) a císaře Františka I. (z domu lotrinského) tvoří dynastii habsbursko-lotrinskou.
Mužští členové habsbursko-lotrinské dynastie (kteří patří k rakousko-uherské, toskánské nebo modenské větvi rodu) jsou nositeli titulu arcivévoda rakouský, princ uherský a český a rovněž predikát Císařská a královská Výsost. Od narození mají tito potomci nárok na pořadí v následnictví rakousko-uherského trůnu.
Zatímco potomci císařské rodiny narození do morganatických svazků jsou z habsbursko-lotrinské dynastie vyloučeni a obvykle jim je uděleno jméno podle některého císařského rodinného panství (jako například hraběcí větev z Merana nebo vévodská rodina Hohenbergů). Princové těchto rodů jsou rovněž vyloučeni z císařského následnictví. To je příklad třeba vévody Maxmiliána z Hohenbergu z roku 1916 z morganatického manželství poté, co se jeho otec následník trůnu František Ferdinand roku 1900 oženil s Žofií Chotkovou.

## Pragmatická sankce

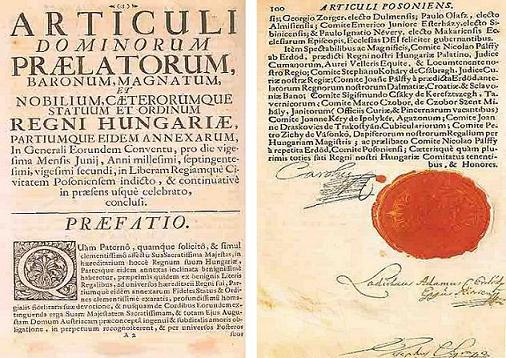
Pragmatická sankce císaře Karla VI.

Pragmatická sankce je hlavní zákon vydaný císařem Karlem VI. roku 1713. Jelikož poslední mužský zástupce původní habsburské dynastie neměl žádného mužského potomka, a dynastie by tudíž po jeho smrti vymřela, rozhodl se svěřit následnictví svých držav (Arcivévodství rakouského, Království uherského a českého a k nim náležejících území) své dceři, příští císařovně Marii Terezii, a svému zeti, budoucímu císaři Františkovi I. (z lotrinské dynastie).
Karel VI. následně usiloval o uznání své Pragmatické sankce ze strany ostatních evropských států, což se mu také postupně podařilo. Přesto se po jeho smrti roku 1740 rozpoutala válka o rakouské dědictví a teprve smlouva z Aix-la-Chapelle z roku 1748 uznala následnictví nové habsbursko-lotrinské dynastie.

## Pořadí následnictví

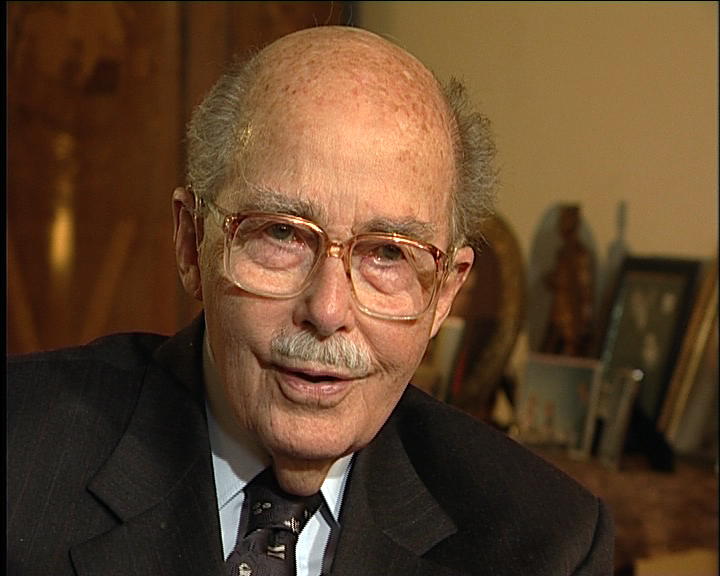
Otto Habsbursko-Lotrinský, roku 2011 zesnulý následník rakousko-uherského trůnu.

Osoby uvedené na následujícím seznamu požívají všech práv a poct Prvního řádu vyplývajících z gothajského almanachu, který zahrnuje panovnické rody (vládnoucí v současnosti či v minulosti). 
Současným následníkem trůnu ("č. 0" na seznamu) je princ Karel Habsbursko-Lotrinský, narozený 11. ledna 1961. Následníkem trůnu se stal po abdikaci svého otce, korunního prince uherského a českého, arcivévody Otty Habsbursko-Lotrinského (1912–2011), dne 1. ledna 2007.
- císař Svaté říše římské Leopold II. (1747–1792)
  -  císař Svaté říše římské František II. (1768–1835)
    -  císař rakouský Ferdinand I. (1793–1875)
    -  arcivévoda František Karel Rakouský (1802–1878)
      -  císař rakouský František Josef I. (1830–1916)
      -  arcivévoda Karel Ludvík Rakouský (1833–1896)
        -  arcivévoda Ota František Josef Rakouský (1865–1906)
          -  císař rakouský Karel I. (1887–1922)
            - korunní princ Otto Rakouský (1912–2011)
              - arcivévoda Karel Rakouský (* 1961)
                -  (1) arcivévoda Ferdinand Zvonimir Rakouský (* 1997)

              -  (2) arcivévoda Jiří Rakouský (* 1964); ženatý s vévodkyní Eilikou, rozenou princeznou z oldenburskou
                -  (3) arcivévoda Karel Konstantin Rakouský (* 2004)

            - arcivévoda Robert Rakouský-Este (1915–1996)
              - (4) arcivévoda Lorenz Rakouský-Este, princ belgický (* 1955); ženatý s princeznou Astrid Belgickou
                - (5) arcivévoda Amedeo Rakouský-Este, princ belgický (* 1986); ženatý s Italkou Elisabeth Marií Rosboch von Wolkenstein
                  - (6) arcivévoda Maxmilián Rakouský-Este (* 2019)

                - (7) arcivévoda Joachim Rakouský-Este, princ belgický (* 1991)

              - (8) arcivévoda Gerhard Rakouský-Este (* 1957)
              - (9) arcivévoda Martin Rakouský-Este (* 1959); ženatý s princeznou Katharinou von Isenburg
                - (10) arcivévoda Bartoloměj Rakouský-Este (* 2006)
                - (11) arcivévoda Emanuel Rakouský-Este (* 2008)
                -  (12) arcivévoda Ludvík Rakouský-Este (* 2011)

            - arcivévoda Felix Rakouský (1916–2011)
              - (13) arcivévoda Karel Filip Rakouský (* 1954), 1. manželka (od roku 1994) Martina Donathová (rozvedeni v roce 1997), 2. manželka (od roku 1998) Anne-Eugénie d'Arenberg; dva synové ze dvou manželství
              - arcivévoda Raimund Rakouský (1958–2008), ženatý s Bettinou Goetzovou
                -  (14) arcivévoda Felix Rakouský (* 1996)

              - (15) arcivévoda Štěpán Rakouský (* 1961); ženatý s Paolou Temeshvariovou
                - (16) arcivévoda Ondřej Rakouský (* 1994)
                -  (17) arcivévoda Pavel Rakouský (* 1997)

            - arcivévoda Karel Ludvík Rakouský (1918–2007)
              - (18) arcivévoda Rudolf Maria Rakouský (* 1950); ženatý s baronkou Hélène de Villenfagne de Vogelsanck (manželství bylo zpětně uznáno jako dynastické)[1]
                - (19) arcivévoda Karel Kristián Rakouský (* 1977); ženatý s Estelle de Saint-Romain
                - (20) arcivévoda Jan Rakouský (* 1981)
                - (21) arcivévoda Thomas Rakouský (* 1986)
                - (22) arcivévoda František Ludvík Rakouský (* 1988)
                - (23) arcivévoda Michael Rakouský (* 1990)
                -  (24) arcivévoda Josef Rakouský (* 1991)

              -  (25) arcivévoda Karel Kristián Rakouský (* 1954); ženatý s princeznou Marií Astrid Lucemburskou
                - (26) arcivévoda Emerich Rakouský (* 1985); ženatý s Kathleen Elizabeth Walkerovou
                - (27) arcivévoda Kryštof Rakouský (* 1988); ženatý s Adelaïde Drapé-Frisch
                -  (28) arcivévoda Alexandr Rakouský (* 1990)

            -  arcivévoda Rudolf Rakouský (1919–2010)
              - (29) arcivévoda Karel Petr Rakouský (* 1955); ženatý s princeznou Alexandrou von Wrede
                - (30)arcivévoda Lorenz Rakouský (* 2003)

              - (31) arcivévoda Simeon Rakouský (* 1958); ženatý s princeznou Marií z Bourbonu a Sicílie
                - (32) arcivévoda Jan Rakouský (* 1997)
                - (33) arcivévoda Ludvík Rakouský (* 1998)
                -  (34) arcivévoda Filip Rakouský (* 2007)

          - arcivévoda Maxmilián Evžen Rakouský (1895–1952)
            - arcivévoda Ferdinand Rakouský (1918–2004)
              -  (35) arcivévoda Maxmilián Rakouský (* 1961); ženatý s Marou Mayou Al-Askari
                - (36) arcivévoda Mikuláš Rakouský (* 2005)
                - (37) arcivévoda Konstantin Rakouský (* 2007)

            - arcivévoda Jindřich Rakouský (1925–2014)
              - (38) arcivévoda Filip Rakouský (* 1962); ženatý s Mayauzini Heath
              - (39) arcivévoda Ferdinand Rakouský (* 1965); ženatý s hraběnku Katharinou von Hardenberg
                -  (40) arcivévoda Jakub Maxmilián Rakouský (* 2002)

              -  (41) arcivévoda Konrád Rakouský (* 1971); ženatý s Ashmit Goswani

  - arcivévoda Karel Ludvík Rakousko-Těšínský, kníže těšínský (1771–1847); adoptivní syn Alberta Kazimíra Sasko-Těšínského; zakladatel těšínské větve habsburské dynastie
    -  arcivévoda Karel Ferdinand Rakousko-Těšínský, princ těšínský (1818–1874)
      -  arcivévoda Karel Štěpán Rakousko-Těšínský, princ těšínský (1860–1933)
        -  arcivévoda Leo Karel Rakousko-Těšínský (1893–1939); sňatek s hraběnkou Marií-Klothildou von Thuillières
          -  arcivévoda Leo Štěpán Rakousko-Těšínský (1928–2020); zpětně uznán za člena dynastie[1]

  -  arcivévoda Ferdinand III. Rakousko-Toskánský, velkovévoda toskánský (1769–1824); zakladatel toskánské větve v habsburské dynastii
    -  arcivévoda Leopold II. Rakousko-Toskánský, velkovévoda toskánský (1797–1870)
      -  arcivévoda Ferdinand IV. Rakousko-Toskánský, velkovévoda toskánský (1835–1908)
        -  arcivévoda Petr Ferdinand Rakousko-Toskánský, velkovévoda toskánský (1874–1948)
          - arcivévoda Gottfried Rakousko-Toskánský, velkovévoda toskánský (1902–1984)
            - arcivévoda Leopold František Rakousko-Toskánský, princ toskánský (1942–2021); vzdal se svých práv na titul velkovévody Toskánska a vedoucího toskánské linie ve prospěch svého syna; byl dvakrát ženatý: 1. manželka (od roku 1965) Letizia von Arenberg (rozvedeni v roce 1981), 2. manželka (od roku 1993) Martha Perez-Fernandez (rozvedeni v roce 1998); jediný syn z 1. manželství
              - (42) arcivévoda Zikmund Rakousko-Toskánský, velkovévoda toskánský (* 1966); ženatý s Alice Juliet Edmonsonovou
                - (43) arcivévoda Amadeo Rakousko-Toskánský, princ toskánský (* 2001)
                -  (44) arcivévoda Maxmilián Rakousko-Toskánský, princ toskánský (* 2004)

              - (45) arcivévoda Guntram Rakousko-Toskánský, princ toskánský (* 1967); morganatické manželství s Deborah de Sola (manželství bylo zpětně uznáno za dynastické pouze v Rakousku)[1]
                - (46) arcivévoda Tiziano Leopold Rakousko-Toskánský (* 2004); ponechává si rakousko-uherská dynastická práva[1]

          -  arcivévoda Jiří Rakousko-Toskánský, princ toskánský (1905–1952)
            - (47) arcivévoda Radbot Rakousko-Toskánský, princ toskánský (* 1938); ženatý morganatickým sňatkem s Caroline Proustovou
            -  (48) arcivévoda Jiří Rakousko-Toskánský, princ toskánský (* 1952)

      -  arcivévoda Karel Salvátor Rakousko-Toskánský, princ toskánský (1839–1892)
        - arcivévoda Leopold Salvátor Rakousko-Toskánský, princ toskánský (1863–1931)
          -  arcivévoda Antonín Rakousko-Toskánský, princ toskánský (1901–1987)
            -  (49) arcivévoda Dominik Rakousko-Toskánský, princ toskánský (* 1937); dvakrát ženatý morganatickým sňatkem: 1. manželka (od roku 1960) Angela von Foss (rozvedeni v roce 1999), 2. manželka (od roku 1999) Emmanuela Mlinarski

        -  arcivévoda František Salvátor Rakousko-Toskánský, princ toskánský (1866–1939)
          - arcivévoda Hubert Salvátor Rakousko-Toskánský, princ toskánský (1894–1971)
            - arcivévoda Bedřich Salvátor Rakousko-Toskánský, princ toskánský (1927–1999)
              - (50) arcivévoda Leopold Rakousko-Toskánský, princ toskánský (* 1956)
              -  (51) arcivévoda Alexandr Salvátor Rakousko-Toskánský, princ toskánský (* 1959); ženatý s hraběnkou Marií Gabrielou z Valdštejna
                - (52) arcivévoda Konstantin Salvátor Rakousko-Toskánský, princ toskánský (* 2002)
                -  (53) arcivévoda Pavel Salvátor Rakousko-Toskánský, princ toskánský (* 2003)

            - (54) arcivévoda Ondřej Salvátor Rakousko-Toskánský, princ toskánský (* 1936); 1. manželka (od roku 1986) Maria de la Piedad Espinosa (rozvedeni v roce 2001), 2. manželka (od roku 2001) hraběnka Valeria Podstatská-Lichtenštejnská
              - (55) arcivévoda Tadeáš Salvátor Rakousko-Toskánský, princ toskánský (* 2002)
              -  (56) arcivévoda Kazimír Salvátor Rakousko-Toskánský, princ toskánský (* 2003)

            - (57) arcivévoda Marek Rakousko-Toskánský, princ toskánský  (* 1946); morganatický sňatkem s Hildou Jungmeierovou, tři děti
            - (58) arcivévoda Jan Rakousko-Toskánský, princ toskánský  (* 1947); morganatický sňatkem s Anne-Marie Stummerovou, tři děti
            -  (59) arcivévoda Michael Rakousko-Toskánský, princ toskánský  (* 1949); ženatý od roku 1992 s Evou Antonií von Hofmann, jedna dcera

          - arcivévoda Theodor Salvátor Rakousko-Toskánský, princ toskánský (1899–1978)
            - (60) arcivévoda Karel Salvátor Rakousko-Toskánský, princ toskánský (* 1936); ženatý s Edith Wenzel, baronkou von Sternbach (manželství bylo zpětně uznáno za dynastické pouze v Rakousku)[1]
              - (61) hrabě Matyáš Habsburský (* 1971), ponechává si rakousko-uherská dynastická práva[1]; 1. manželka (od roku 1995) Sabine Binder (rozvedeni v roce 1998), 2. manželka (od roku 1999) Eva Anderle; tři děti z 2. manželství
                - (62) hrabě Mikuláš Habsburský (* 2000), ponechává si rakousko-uherská dynastická práva[1]
                - (63) hrabě Jakub Habsburský (* 2001), ponechává si rakousko-uherská dynastická práva[1]
                -  (64) hrabě Martin Habsburský (* 2011), ponechává si rakousko-uherská dynastická práva[1]

              - (65) hrabě Jan Habsburský (* 1974), ponechává si rakousko-uherská dynastická práva[1]
              - (66) hrabě Bernard Habsburský (* 1977), ponechává si rakousko-uherská dynastická práva[1]
              -  (67) hrabě Benedikt Habsburský (* 1983), ponechává si rakousko-uherská dynastická práva[1]

          -  arcivévoda Klement Salvátor Rakousko-Toskánský, princ toskánský (1904–1974); ženatý s Elizabeth, dcerou Fredericka, hraběte Resseguiera de Mremonta (manželství bylo zpětně uznáno za dynastické pouze v Rakousku)[1]
            - (68)princ Klement Altenburský (* 1932); se zpětnou platností uznaný za člena dynastie[1]; ženatý s Laurence Costa de Borgar
              - (69) princ Filip Altenburský (* 1966); se zpětnou platností uznaný za člena dynastie[1]

            - (70) princ Jiří Altenburský (* 1933); se zpětnou platností uznaný za člena dynastie[1]
            - princ Petr Bedřich Altenburský (1935–2008); se zpětnou platností uznaný za člena dynastie[1]; ženatý s Julianou, hraběnkou von Wallenstein-Forni
              - (71) princ Fridrich Altenburský (* 1966); se zpětnou platností uznaný za člena dynastie[1]; ženatý s hraběnkou Gabrielou von Walterskirchen
                - (72) princ Emanuel Altenburský (* 2002)
                -  (73) princ Mikuláš Altenburský (* 2008)

              -  (74) princ Leopold Altenburský (* 1971); se zpětnou platností uznaný za člena dynastie[1]

            - (75) princ Josef Altenburský (* 1941); se zpětnou platností uznaný za člena dynastie[1]; ženatý s baronkou Christinou von Herdtl
              -  princ Augustin Altenburský (1971–2006); se zpětnou platností uznaný za člena dynastie[1]

            - (76) princ Mikuláš Altenburský (* 1942); se zpětnou platností uznaný za člena dynastie[1]; byl dvakrát ženatý, dvě děti z 1. manželství
            -  (77) princ Jan Altenburský (* 1949), se zpětnou platností uznaný za člena dynastie[1]; ženatý s Evgenií Fundulusovou; tři dcery a jeden syn

  -  arcivévoda Josef Rakouský, palatin uherský (1776–1847)
    -  arcivévoda Josef Karel Ludvík Rakouský (1833–1905)
      -  arcivévoda Josef August Rakouský (1872–1962)
        -  arcivévoda Josef František Rakouský (1895–1957)
          - arcivévoda Josef Arpád Rakouský (1933–2017); ženatý (od roku 1956) s princeznou Marií Loewenstein-Wertheim-Rosenberg (1935–2018)
            - (78) arcivévoda Josef Karel Rakouský (* 1960); hlava maďarské linie; ženatý s princeznou Markétou z Hohenbergu
              - (79) arcivévoda Josef Albrecht Rakouský (* 1994)
              - (80) arcivévoda Pavel Leo Rakouský (* 1996)

            - (81) arcivévoda Ondřej Augustýn Rakouský (* 1963); sňatek s hraběnkou Marií Christinou von Hatzfeld-Dongoff
              - (82) arcivévoda Bedřich Cyprián Rakouský (* 1995)
              - (83) arcivévoda Petr Rakouský (* 1997)
              - (84) arcivévoda Benedikt Alexandr Rakouský (* 2005)

            - (85) arcivévoda Mikuláš František Rakouský (* 1973); sňatek s Eugenií de Calonje a Gurrea
              - (86) arcivévoda Mikuláš Rakouský (* 2003)
              -  (87) arcivévoda Santiago Rakouský (* 2006)

            -  (88) arcivévoda Jan Rakouský (* 1975); sňatek s Maríí Gabrielou Montenegro Villamizar
              - (89) arcivévoda Jan Rakouský (* 2010)
              - (90) arcivévoda Alexander Rakouský (* 2011)
              -  (91) arcivévoda Ignác Rakouský (* 2013)

          - (92) arcivévoda Géza Rakouský (* 1940); dva morganatické sňatky: 1. manželka (od roku 1965) Monica Deckerová (rozvedeni v roce 1991), 2. manželka (od roku 1992) Elizabeth Jane Künstadterová; z 1. manželství, tři synové, z 2. manželství, jedna dcera
          -  (93) arcivévoda Michael Rakouský (* 1942); sňatek s princeznou Christiane z Löwenstein-Wertheim-Rosenbergu (* 1940), sestrou rakouské arcivévodkyně Marie (1935-2018)
            - (94) arcivévoda Eduard Rakouský (* 1967); ženatý s baronkou Marií Terezií von Gudenus
              -  (95) arcivévoda Pavel Benedikt Rakouský (* 2000)

            -  (96) arcivévoda otec Pavel Rakouský (* 1968), kněz Legionářů Kristových